# 帕维尔·波格列布尼亚克
帕維爾‧波格列布尼亞克（俄语：Павел Викторович Погребняк，拉丁化：Pavel Viktorovich Pogrebnyak，1983年11月8日—）是一名俄羅斯職業足球員，擔任前鋒。

## 生平
普基尼耶克於2009年夏季由俄超辛尼特轉投德甲球會史特加，身價僅為450萬歐元，簽約四年。但他一直未能融入球隊，更公開稱史特加高層的行為像「豬」一樣，於夏季約滿的普基尼耶克在2012年冬季轉會窗關閉前以50萬歐元轉投英超球會富咸。
然而，轉會富咸之後的普基尼耶克在首3場比賽均有入球，更攻入5個入球，使球隊該季首次取得三連勝成績，一洗頹風。在2月11日加盟富盟的首場比賽主場對史篤城的賽事，普基尼耶克16分鐘先為富咸轟入一球，帶領富咸最終以2:1勝出。其後在作客昆士柏流浪的賽事，普基尼耶克在開賽7分鐘射入全場唯一的入球鎖定比數，為富咸以1:0取得寶貴的作客勝利。踏入3月份，在回到主場出戰狼隊的賽事中，普基尼耶克獨中三元，上演帽子戲法，加上隊友丹普斯的兩個入球，最終富鹹得以以5:0大勝而回。
2012年7月5日，新升上英超的雷丁簽入普基尼耶克，合約為期四年。普基尼耶克於球季上陣29場聯賽有5個入球，但無助雷丁留在英超作賽，於2013至14年度球季要降落英冠作賽。

## 外部連結
- 俄超 球員資料 （俄文）
- Profile at RussiaTeam （页面存档备份，存于） （俄文）
- Club Profile （英文）
- 歐洲足協盃 資料 （页面存档备份，存于） （英文）